# Finské domky (Pardubice)

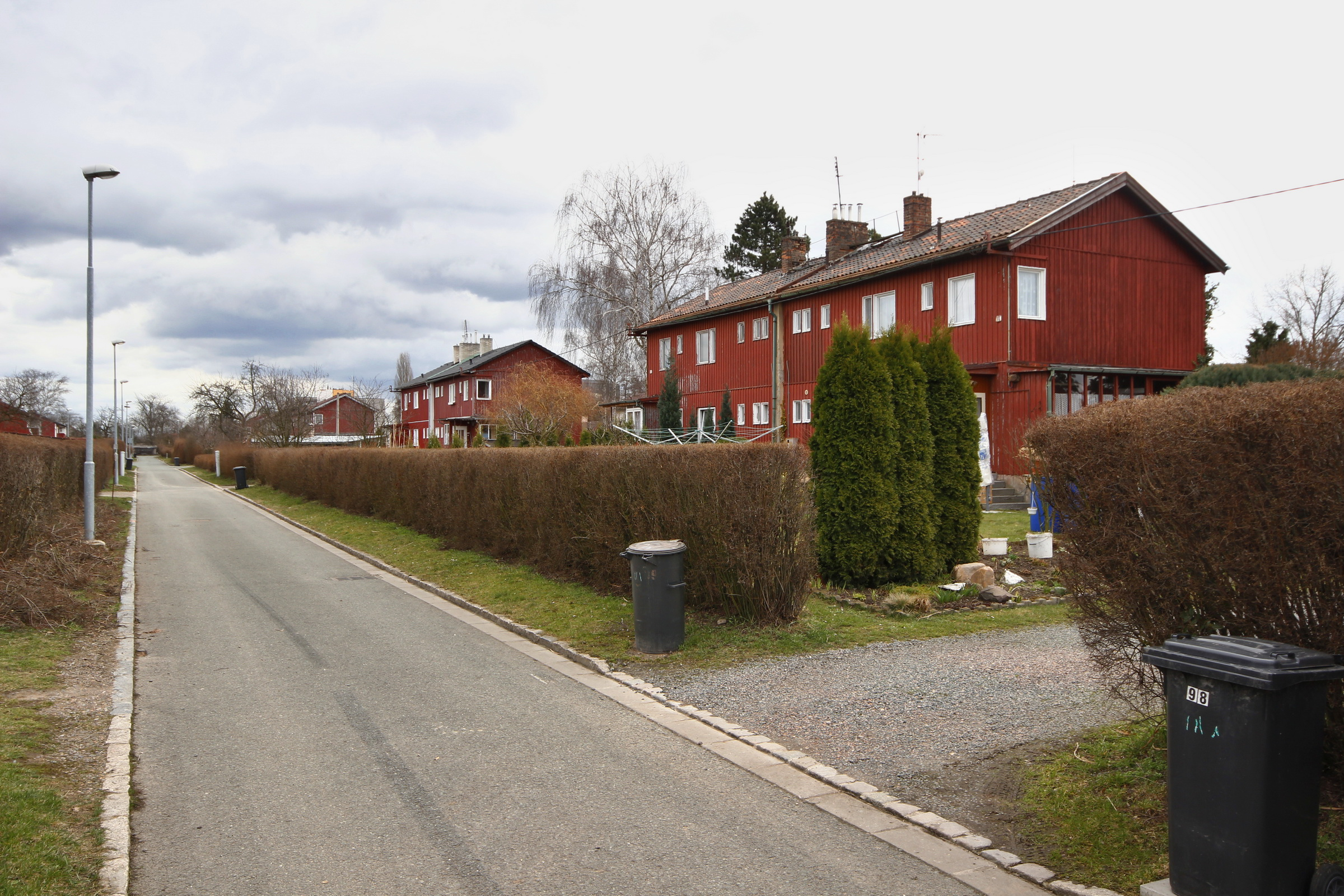
Vrchlického ulice

Finské domky jsou soubor obytných domů nacházejících se v severozápadní části města Pardubice mezi sídlištěm Polabiny a Ohrazenicemi. Původní předpokládaná životnost domů byla 30 let,[zdroj?] plánovaná životnost byla prodloužena přestavbami a zateplením. Součástí zástavby v lokalitě domů bylo také vybudování občanské vybavenosti jako je obchod, škola a kulturní dům. 

## Historie
Finské domky vznikly ihned po konci druhé světové války v rámci pomoci UNRRA (ve skutečnosti jde o švédské typy domů). Dřevěné patrové dvojdomky se dvěma samostatnými byty byly přivezeny z Finska. Domky byly usazeny po dvou řadách oddělených silnicemi a na volném prostoru, nevymezeném plotem. Původně měly ubytovat 200 rodin dělníků z továren v okolí.  Domky spadaly do vlastnictví podniku Synthesie, která řešila i jednotný vzhled (např. zasklení vstupů a lodžií). Koncem 90. let byly domky zprivatizovány a od jednotného stylu se opustilo různými přístavbami nových majitelů.

## Urbanismus
Osy ulic vytvářejí rovnoběžný rastr, který protíná severojižní komunikace spojující zakopané požární nádrže. Domky s rozměry 20 m a 9 m na výšku se skládají ze čtyřech bytových jednotek, kdy každá bytová jednotka má vlastní vchod, dva pokoje se samostatnou kuchyní. Během přestaveb došlo u některých domků ke spojení bytových jednotek nad sebou. Tím, že se jedná o dvojdomek, vznikl po spojení pater rodinný dům. 